# Slavistiek
De slavistiek is de wetenschap die zich bezighoudt met de bestudering van de Slavische wereld, in het bijzonder de Slavische talen en de cultuur van de Slavische volkeren. In engere zin wordt met slavistiek vaak de slavische taal- en letterkunde bedoeld, in bredere zin is het een interdisciplinaire wetenschap die taalkunde, literatuurwetenschap, geschiedkunde, etnologie en cultuurkunde met elkaar combineert. Een beoefenaar van de slavistiek wordt slavist genoemd.
Aan het begin van de negentiende eeuw kwam een nieuw nationaal bewustzijn op bij de Slavische volkeren, en het ontstaan van de slavistiek houdt hiermee verband. In 1811 werd de Universiteit van Breslau (Pools: Wrocław) gesticht, en zij werd een centrum voor de (Poolse) slavistiek.
Voor het Tsjechisch geldt Josef Dobrovský als grondlegger van de schrijftaal: zijn Institutiones linguae slavicae dialecti veteris etc. verscheen in 1822. Wenen kreeg in 1849 een leerstoel voor slavistiek.
In de tweede helft van de negentiende eeuw was de vergelijkende taalwetenschap in bloei, die geavanceerde methoden ontwikkelde om de verwantschap tussen talen vast te stellen en te bestuderen. August Schleicher, zelf van huis uit slavist, ontwikkelde een stamboomtheorie waarin een van de vertakkingen een Slavische groep was. Slavisten als de Junggrammatiker August Leskien en diens leerling en lid van de Praagse school Nikolaj Troebetskoj beoefenden de taalwetenschap.
De taalkundige Nicolaas van Wijk (1880-1942), etymoloog, lexicograaf, hoogleraar en rector magnificus (1929/1930), was aan de Leidse universiteit van 1913 tot zijn overlijden in 1941 de eerste Nederlandse hoogleraar in de Slavische talen. In brede kring is hij vooral bekend geworden om zijn bewerking van het etymologisch woordenboek van Franck, dat daarop bekend werd als “de Frank-Van Wijk” en weer later “de Franck-Van Wijk-Van Haeringen”.

## Lijst van Nederlandse slavisten
- Bruno Becker, vertaler en hoogleraar Russische geschiedenis en Russische taal- en letterkunde, Universiteit van Amsterdam
- Jan Willem Bezemer, historicus en hoogleraar Russische geschiedenis
- Hans Boland, vertaler
- Jan Paul Hinrichs, auteur
- Arthur Langeveld, vertaler
- Karel van het Reve, auteur en hoogleraar Slavische letterkunde in Leiden
- Aleida Schot, vertaler
- Nicoline van der Sijs, etymoloog, lexicograaf en auteur
- Willem Weststeijn, auteur, vertaler en hoogleraar Slavische letterkunde, Universiteit van Amsterdam
- Nicolaas van Wijk, taalkundige, lexicograaf, hoogleraar Slavische talen en rector magnificus in Leiden

## Panslavisme
Het panslavisme, dat de eenheid tussen de Slavische volkeren wilde bevorderen, heeft met de slavistiek als zodanig niets te maken.